# Berkhof

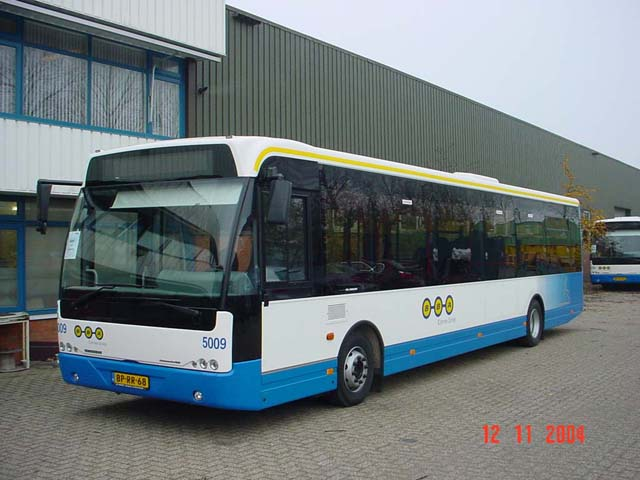
Продукция компании Berkhof

Berkhof — нидерландская автобусостроительная компания, появившаяся в 1970 году.
В настоящее время в группу Berkhof входят мелкие голландские производители автобусных кузовов Denolf & Depla и Kusters, а также бельгийский производитель автобусов Jonckheere. Сама же фирма Berkhof владеет в Нидерландах двумя заводами, каждый из которых специализируется на туристских или городских автобусах средней и большой вместимости, которые собираются на шасси разных изготовителей и комплектуются агрегатами специализированных фирм.
В целом компании Berkhof Group принадлежит 6 предприятий. Ежегодный объём производства составляет до 1500 автобусов разной вместимости.

## Продукция
Два современных головных предприятия фирмы Berkhof в Нидерландах, входящие в нидерландско-бельгийскую компанию Berkhof Group, предлагают широкую гамму 2- и 3-осных автобусов различного назначения.
- Berkhof  Серия Axial

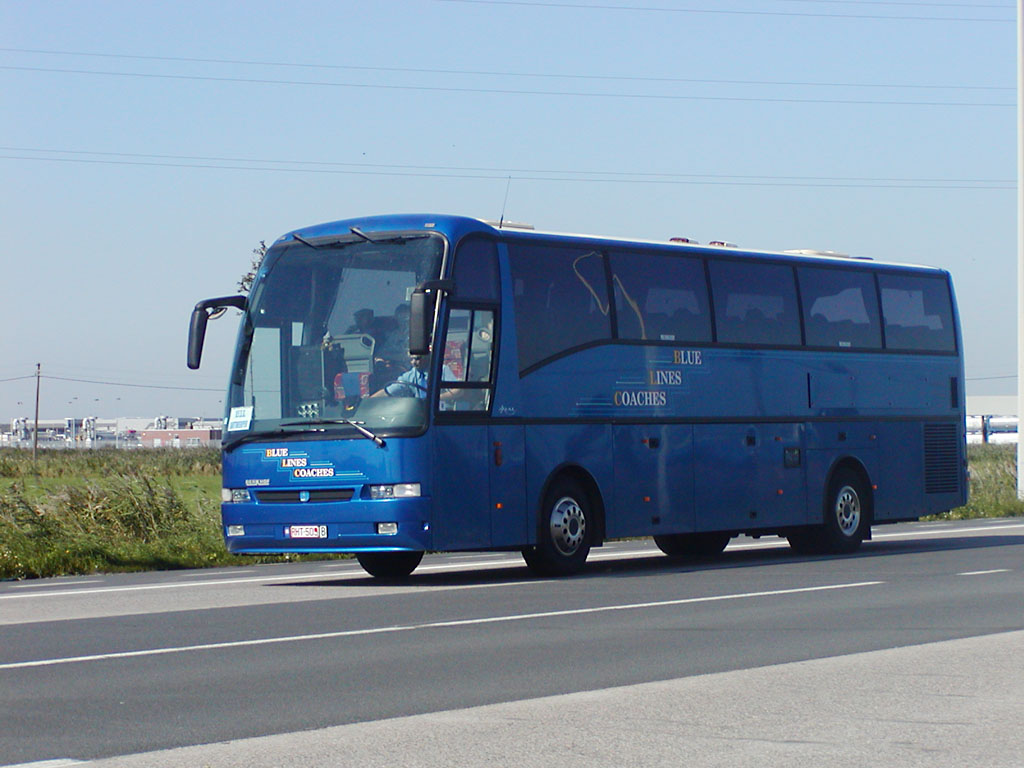
Berkhof Axial

Второй завод в Валкенсварде выпускает многоместные комфортабельные туристские и междугородные одно- и 2-этажные автобусы. Базовой является серия Axial, которая выпускается с 1996 года.Автобусы Axial предлагаются в трех базовых версиях “30”, “50”, “70” и восьми 2- и 3-осных вариантах длиной от 9 до 15 м с габаритной высотой 3380–3550 мм и вместимостью от 29 до 70 пассажиров. Их основой являются шасси DAF, MAN, Volvo и другие с моторами мощностью до 428 л.с.  С 2000 года предлагается 3-осный 2-этажный автобус Axial 100DD длиной 12 м, шириной 2,55 м и высотой 4 м, имеющий 67 посадочных мест. На нем используется 6-цилиндровый дизель MAN мощностью 460 л.с.
- Berkhof  Серия Excellence

Гамма Excellence имеет две базовые модели. Самый легкий - 33-местный вариант Excellence 1000 Midi смонтирован на шасси MAN 11.230. Для наиболее крупных туристских автобусов Excellence 3000 используются шасси DAF, MAN, Mercedes-Benz или Volvo B12. Они предлагаются в одноэтажных исполнениях с колесной формулой 4х2 или 6х2, длиной 12–15 м и вместимостью 50–62 пассажира, а также в 3-осном 2-этажном варианте Excellence 3000HD на 68 мест.
- Berkhof Серия Premier GB

Главной новинкой в серии является низкорамный сочлененный 100-местный городской автобус Premier GB, выполненный на базе одиночного 12-метрового варианта Premier, разработанного совместно с бельгийским отделением Jonckheere. Его основой является шасси DAF RS200M с вертикальным 272-сильным двигателем. Высота расположения пола салона над поверхностью дороги – 340 мм. Длина автобуса – 18 м, полная масса – 13 т.
- Berkhof Серия Premier Radial (6х2)

С 1998 года выпускается 3-осный междугородный 15-метровый автобус Premier Radial (6х2) на 400-сильном шасси MAN 24.400 на 69 пассажиров. Самым маленьким в серии является 25-местный туристский автобус-салон высшего класса Speeder Mk II на шасси Mercedes-Benz O814D с кузовом Kusters.
- Berkhof Серия Standaard

Первый завод фирмы в Херенвене выпускает  несколько  моделей городских автобусов. Среди них базовое серийное семейство Standaard – низкорамные 12-метровые городские автобусы NLF2000 на 220-сильном шасси DAF SB220, вмещающие до 80 пассажиров. На английском шасси Dennis Lancet фирма предлагает на экспорт аналогичный вариант NLE2000 длиной 10,6 м и шириной 2,4 м. Для региональных перевозок служит 57-местный 15-метровый автобус NL2000 на шасси Volvo B10M с двигателем мощностью 285 л.с.